# Liam Cullen
Liam Cullen (Kilgetty, 24 de abril de 1999) es un futbolista británico que juega en la demarcación de delantero para el Swansea City A. F. C. de la EFL Championship.

## Selección nacional
Hizo su debut con la selección de fútbol de Gales el 11 de octubre de 2023 en un partido amistoso contra Gibraltar que finalizó con un resultado de 4-0 a favor del combinado galés tras los goles de Ben Davies, Nathan Broadhead y un doblete de Kieffer Moore.

## Clubes
| Club                        | País       | Año       | Partidos | Goles |
| --------------------------- | ---------- | --------- | -------- | ----- |
| Swansea City A. F. C.       | Gales      | 2018-2021 | 38       | 4     |
| Lincoln City F. C. (cedido) | Inglaterra | 2022      | 20       | 1     |
| Swansea City A. F. C.       | Gales      | 2022-     | 126      | 28    |